# 艾雲加特庫斯克足球會
艾雲加特庫斯克足球會（FC Avangard Kursk）是一家位於俄羅斯庫斯克的足球俱乐部，目前在俄羅斯職業足球聯賽参赛，球衣颜色是：主场全蓝，客场全白。

## 历史
俱乐部历史名称如下：
1946-1957：斯巴达克队
1958–1965 和 1967–1972：劳动储备队
1966：劳动队
1973至今：前卫队
该队前身斯巴达克队于1946年在苏联联赛诞生。自1957年以来，库尔斯克队分别以劳动储备队、劳动队和前卫队的队名连续在第二级联赛B组参赛，最好的成就是在1962和1964年在该赛区的第二名。
前卫队于1992年进入俄罗斯职业足球联赛（乙级联赛），在1994年乙级联赛俱乐部数量大幅度减少之后，落入俄罗斯业余（丙级，第四级）联赛。 1995年，他们升回乙级联赛。2004年他们获得第二名的成绩并升入俄甲联赛。在俄甲联赛该队踢了三个赛季后于2007年以第18名降回乙级联赛，仅仅两个赛季后便于2009年以乙级联赛冠军名义再次回到俄甲，却又在接下来的俄甲赛季以垫底身份降回俄乙。终于在2017年他们第二次在俄乙联赛夺冠，第三次回到俄甲联赛。